# Preston House (West Lothian)
Preston House ist ein Herrenhaus nahe der schottischen Stadt Linlithgow in West Lothian. 1990 wurde das Bauwerk in die schottischen Denkmallisten in der höchsten Kategorie A aufgenommen. Es wurde im Jahre 1844 für Alexander Seton erbaut. Als Architekten zeichnen William Burn und David Bryce für den Entwurf verantwortlich. Zuvor entstand ein Entwurf von Thomas Brown im Italianate Style, der jedoch verworfen wurde. Der Wintergarten entspricht einem nicht ausgeführten Entwurf Burns für das Falkland House. Stilistische Anleihen an der Architektur von Pinkie House sind unverkennbar.

## Beschreibung
Das im Scottish Baronial Style gestaltete Preston House liegt isoliert am Südrand von Linlithgow. Das zweistöckige Bauwerk besitzt einen nahezu quadratischen Grundriss, an den ein L-förmiger Flügel anschließt. Der im Renaissance-Stil gestaltete Eingangsbereich befindet sich an der Ostseite unterhalb der rechten der beiden Giebelflächen. Das zweiflüglige Portal ist mit einem Ziergiebel mit geformtem Schlussstein bekrönt und mit Fries gestaltet. An der nebenliegenden Gebäudekante kragt ein Ecktürmchen mit Kegeldach aus. Links der Eingangstüre befindet sich ein Drillingsfenster. Die Nordfassade ist mit einem zentralen Drillingsfenster und Wappen gestaltet. Sie schließt mit zwei verzierten Dachgauben. Ein geschwungener Wintergarten tritt mittig an der Westseite hervor, die mit einer Dachgaube und Ecktürmchen gestaltet ist. Der angrenzende L-förmige Wirtschaftsflügel ist stilistisch dem Hauptgebäude angepasst. Alle Dächer sind mit grauem Schiefer eingedeckt.